# Богдан (резерват)
Вижте пояснителната страница за други значения на Богдан.
„Богдан“ е поддържан резерват в Средна гора. Обхваща билото и най-високите части на Същинската Средна гора около връх Голям Богдан. Създаден е през 1972 г. с цел опазването на буковите гори, които растат в тази местност. Средната възраст на тези гори е 150 години. По-късно резерватът получава статут на поддържан резерват. На неговата територия се намира и защитената местност Донкина гора.

## Галерия
- Камъкът отбелязващ връх Голям Богдан
- Изглед от върха
- Връх Малък Богдан
- Над хижа „Средногорец“